# Kanton Morteau
Kanton Morteau (francouzsky Canton de Morteau) je francouzský kanton v departementu Doubs v regionu Franche-Comté. Tvoří ho sedm obcí.

## Obce kantonu
- Les Combes
- Les Fins
- Grand'Combe-Châteleu
- Les Gras
- Montlebon
- Morteau
- Villers-le-Lac